# RGW 110
Az RGW 110 egy vállról indítható páncéltörő rakéta, amely a széles körben elterjedt Panzerfaust 3 és RGW 90 utódjának tekinthető. A német-izraeli hátterű Dynamit Nobel Defence (DND) vállalat által fejlesztett fegyver a Panzerfaust 3 számos problémáját orvosolja: rövidebb, könnyebb és kiegyensúlyozottabb, mint elődje és elektronikus irányzékának köszönhetően 800 méterre lévő célpontokat is támadhat. 
A tandem robbanófej több mint 1000 milliméternyi homogén acélpáncélzatot (RHA) képes átütni a reaktív páncélzat hatástalanítása után. A robbanófejnek van egy másik üzemmódja is: amennyiben a rakéta orrában található teleszkópos rúd nem kerül kihúzásra, úgy ún. HESH lövedékként működik a célba csapódva. Ez a lövedék fajta elsősorban épületek, erődítmények és könnyebben páncélozott célok ellen hatásos.
A fegyver egyszer használatos: a vetőcső eldobható - csak az optikai irányzék illetve indító markolat kerül ismét felhasználásra. Az RGW 110 egy viszonylag új fejlesztés: a gyártás várhatóan 2023-ban kezdődhetett csak el. Későbbiekben a tervek szerint egy megnövelt hatótávolságú változat illetve egy aktív védelmi rendszerekkel (APS) felszerelt harckocsik ellen is hatásos verzió is kifejlesztésre kerül. 
A fegyver iránt a Magyar Honvédség is érdeklődik: a fegyver magyarországi gyártásának megszervezéséről pedig 2020 októberében született szándéknyilatkozat

2022 decemberében a DND vállalat szóvivője megerősítette: az RGW 110-es páncéltörő fegyverekre "jelentős megrendelést" kaptak a Magyar Honvédségtől. A fegyverek részben vagy egészben Magyarországon fognak készülni a HM Arzenál kiskunfélegyházi telephelyén. Az első páncéltörő fegyverek a 2020-as évek közepén érkezhetnek meg a Honvédséghez.

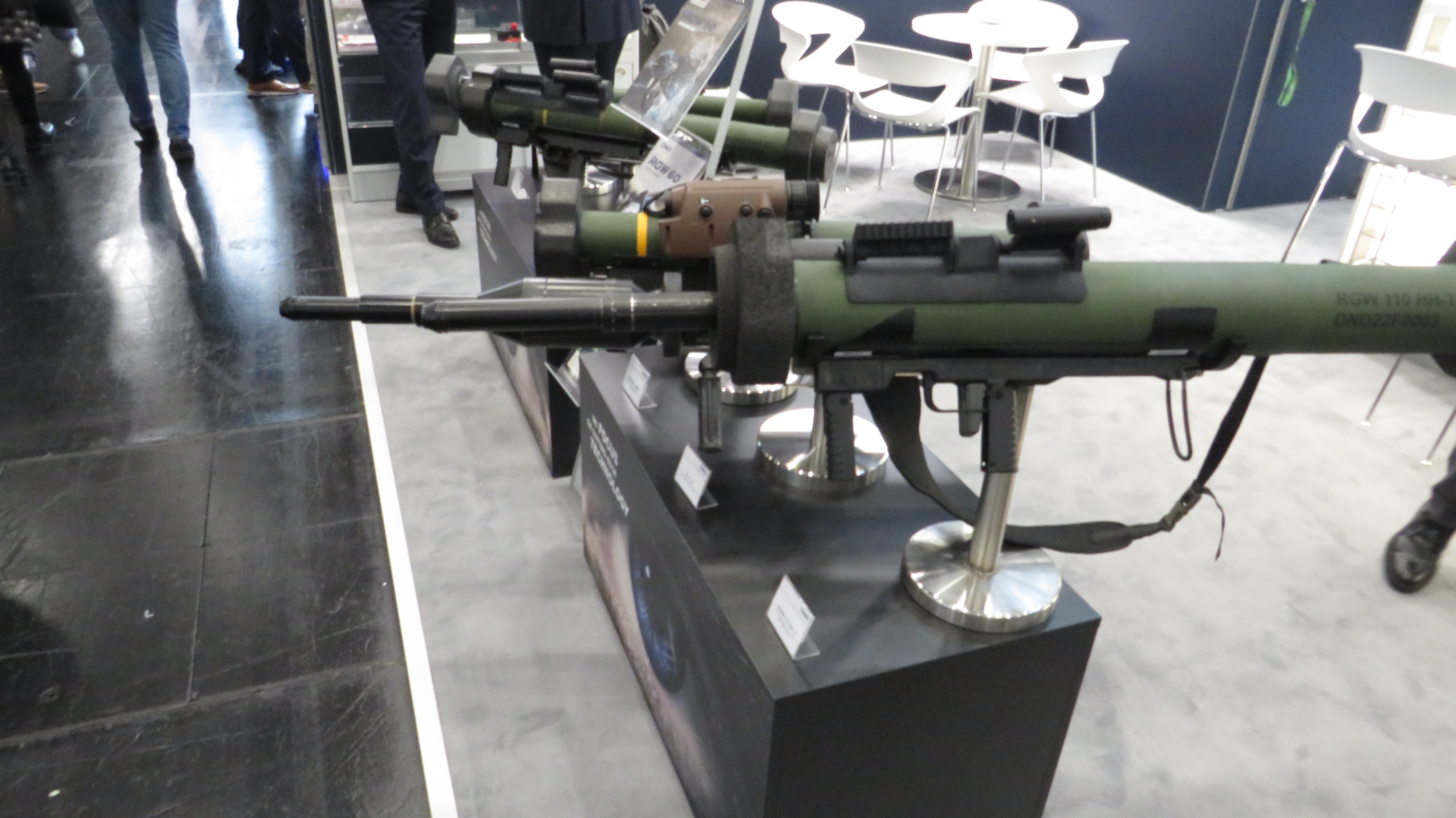
RGW 110 egy kiállításon